# Staříč
Staříč (niem. Staritsch) – wieś gminna i gmina w powiecie Frydek-Mistek, w kraju morawsko-śląskim, w Czechach.
Miejscowość położona jest w regionie północnych Moraw, na północy sąsiaduje z Bruszperkiem i Paskovem, na wschodzie z Žabeňem i Sviadnovem, na południu z Frydkiem-Mistkiem a na wschodzie z Fryčovicami.
Po raz pierwszy wzmiankowana w 1258 roku. Istniała już zanim okoliczne dobra odkupił biskup ołomuniecki Bruno ze Schauenburku i przeprowadził akcję kolonizacyjną w państwie hukwaldzkim. 

## Ludność
W latach 1869–2001:
| Rok             | 1869 | 1880 | 1890 | 1900 | 1910 | 1921 | 1930 | 1950 | 1961 | 1970 | 1980 | 1991 | 2001 |
| --------------- | ---- | ---- | ---- | ---- | ---- | ---- | ---- | ---- | ---- | ---- | ---- | ---- | ---- |
| Liczba ludności | 1624 | 1713 | 1829 | 1918 | 2029 | 1794 | 1894 | 1565 | 1660 | 1581 | 1692 | 1873 | 1889 |